# Erts
Erts è un villaggio di Andorra, nella parrocchia di La Massana con 421 abitanti (dato 2010) . 
Si tratta di un piccolo centro abitato costituito da case dai colori scuri, con cui contrasta la piccola chiesa, di colore bianco, dedicata a san Romano, con campanile e navata unica.
La festa major si svolge la terza settimana di luglio.